# 矩形数
矩形数（くけいすう、pronic number、oblong number）とは、連続する自然数の積の値のことである。長方形数、長方数とも呼ばれる。矩形数は全て偶数であり、最小のものは 2 である（ただし 0 を矩形数に含める場合もある）。

## 数学的性質
- n 番目の矩形数は n(n + 1) であり、これは n 番目の三角数の2倍に等しい。
- 矩形数を小さい順に列記すると

(0), 2, 6, 12, 20, 30, 42, 56, 72, 90, 110, 132, 156, 182, 210, 240, 272, 306, 342, 380, 420, 462, 506, 552, 600, 650, 702, 756, 812, 870, 930, 992, …（オンライン整数列大辞典の数列 A2378）
- 矩形数の1の位は 0, 2, 6 のどれかである。
  - さらに、2, 6, 2, 0, 0 を無限に繰り返す。
  - 矩形数の1の位が 0, 2 の場合は全パターンの末尾2桁が存在するが、1の位が 6 の矩形数の末尾2桁は 06, 56しか存在しない。

- 2 から n 番目の偶数までの総和は、n 番目の矩形数に等しい。

例：2 = 1 × 2, 2 + 4 = 2 × 3, 2 + 4 + 6 = 3 × 4
| 2     |  | 6                     |  | 12                                            |  | 20                                                                            |
| ----- |  | --------------------- |  | --------------------------------------------- |  | ----------------------------------------------------------------------------- |
| * · * |  | * · * · * · * · * · * |  | * · * · * · * · * · * · * · * · * · * · * · * |  | * · * · * · * · * · * · * · * · * · * · * · * · * · * · * · * · * · * · * · * |
- 素数である矩形数は 2 のみである。2 は矩形数のうち唯一のフィボナッチ数であることが知られている。
- n(n + 1) = n2 + n であり、39番目までの矩形数に41を加えた数は、オイラー素数である。
- n(n + 1) = (n + 1)2 − (n + 1)
- 素数番目の矩形数は、素数にその素数の正の約数の総和を乗じたものである：p(p + 1) = pσ(p)（σ は約数関数）（オンライン整数列大辞典の数列 A036690）
- 偶数の完全数の正の約数の総和は矩形数である。（オンライン整数列大辞典の数列 A139256）
- n 次正方行列の成分のうち対角成分でないものの個数は n − 1 番目の矩形数になる。
- 矩形数の逆数和は 1 に収束する。

{\displaystyle {\begin{aligned}\textstyle \sum \limits _{n=1}^{\infty }{\dfrac {1}{n(n+1)}}&=\textstyle \sum \limits _{n=1}^{\infty }\left({\dfrac {1}{n}}-{\dfrac {1}{n+1}}\right)\\&=\lim _{n\to \infty }\left(1-{\frac {1}{n+1}}\right)\\&=1\end{aligned}}}
この部分分数分解から、矩形数の逆数は自然数の逆数の階差数列を作ることが分かる（正負の符号は異なる）。また、矩形数の逆数を 1 個、 2 個、 4 個、 ・・2 の n（≥ 0) 乗個、・・ずつ順に加えてゆくと初項、公比とも 1/2 の無限等比数列になることも導かれる。
{\displaystyle {\frac {1}{2}}}
{\displaystyle {\frac {1}{6}}+{\frac {1}{12}}={\frac {1}{4}}}
{\displaystyle {\frac {1}{20}}+{\frac {1}{30}}+{\frac {1}{42}}+{\frac {1}{56}}={\frac {1}{8}}}
…

## その他矩形数に関すること
- 矩形数はある数 n を多重根号で表すときに出現する。
{\displaystyle 6={\sqrt {30+{\sqrt {30+{\sqrt {30+{\sqrt {30+\cdots }}}}}}}}} , {\displaystyle 6={\sqrt {42-{\sqrt {42-{\sqrt {42-{\sqrt {42-\cdots }}}}}}}}}

6は5番目の矩形数30と6番目の矩形数42で表すことが可能である。これは {\displaystyle n={\sqrt {x\pm n}}} より x = n2 ∓ n と表せるからである。